# Piper mite
Piper mite är en pepparväxtart som beskrevs av Ruiz & Pav.. Piper mite ingår i släktet Piper och familjen pepparväxter. Inga underarter finns listade i Catalogue of Life.